# 利昂·库珀
利昂·N·库珀（1930年2月28日—2024年10月23日）是一名美國物理學家，因與約翰·巴丁和約翰·施里弗一起提出BCS超導理論，而於1972年獲得諾貝爾物理學獎。他的名字也與庫珀對和突觸可塑性的BCM理論的共同開發者有關。

## 生平
庫珀於1947年畢業於布朗克斯科學高中，1951年於哥倫比亞大學獲得學士學位，1953年獲得碩士學位，1954年獲得博士學位
。他在高級研究學院學習了一年，並在伊利諾大學和俄亥俄州立大學任教，1958年來到布朗大學。1974年起，他擔任布朗大學的Thomas J. Watson Sr.科學教授，也是他在1973年創立的大腦和神經系統研究所（Institute for Brain and Neural Systems）的主任。他與同事查爾斯·埃爾鮑姆一起創立了科技公司Nestor，致力於為人工神經網路尋找商業應用。1994年，Nestor與英特爾一起開發了Ni1000神經網路計算機芯片。

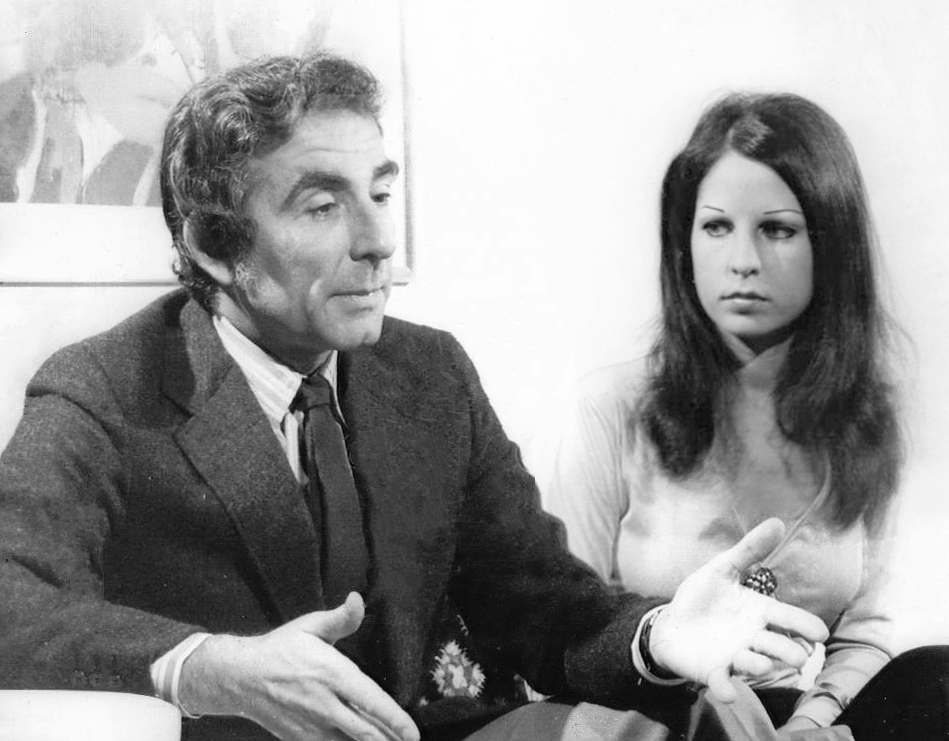
1972年，庫珀與他的妻子凱·阿拉德

1969年，庫珀與凱·阿拉德（Kay Allard）結婚，並育有兩個孩子。
庫珀曾在多個機構進行研究，包括普林斯頓高等研究院和瑞士日內瓦的歐洲核子研究組織。
CBS喜劇中的角色謝爾頓·庫珀，其姓氏即取自利昂·庫珀。

## 外部連結
- 利昂·库珀 （页面存档备份，存于）在諾貝爾獎官方網站的資料
- 利昂·库珀 （页面存档备份，存于）的布朗大學研究人員簡介
- 利昂·库珀 （页面存档备份，存于）的布朗大學物理系簡介
- Critical Review evaluations[永久] of Professor Cooper
- 利昂·库珀在數學譜系計畫的資料。